# ماريبافير
ماريبافير, الذي يباع تحت الاسم التجاري ليفتنسيتي، هو دواء مضاد للفيروسات يستخدم لعلاج الفيروس المضخم للخلايا بعد زرع (CMV). ماريبافير هو مثبط كاينازالفيروس المضخم للخلايا pUL97 الذي يمنع الذي يعمل عن طريق منع نشاط انزيم الفيروس المضخم للخلايا البشري بول97، وبالتالي منع تكاثر الفيروس.
الآثار الجانبية الأكثر شيوعا تشمل اضطراب التذوق والغثيان والإسهال والقيء والتعب.
تمت الموافقة على ماريبافير للاستخدام الطبي في الولايات المتحدة في نوفمبر 2021، وفي الاتحاد الأوروبي في نوفمبر 2022. الولايات المتحدة إدارة الغذاء والدواء (إدارة الأغذية والعقاقير) يعتبر أن يكون الدواء الأول في فئته.

## الاستخدامات الطبية
في الولايات المتحدة، ماريبافير هو المشار إليها لعلاج الناس اثني عشر عاما من العمر وكبار السن ويزن على الأقل 35 كيلوغرام (77 رطل) مع عدوى/مرض الفيروس المضخم للخلايا بعد الزرع الذي لا يستجيب (مع أو بدون طفرات جينية تسبب المقاومة) للعلاج المضاد للفيروسات المتاح للفيروس المضخم للخلايا.
في الاتحاد الأوروبي، يشار إلى ماريبافير لعلاج عدوى الفيروس المضخم للخلايا و/أو المرض المقاوم (مع أو بدون مقاومة) لواحد أو أكثر من العلاجات السابقة، بما في ذلك غانسيكلوفير، فالجانسيكلوفير، سيدوفوفير أو فوسكارنيت في البالغين الذين خضعوا ل زرع الخلايا الجذعية المكونة للدم أو زرع الأعضاء الصلبة (سوت).

## الآثار الضارة
تشمل الآثار الضارة للماريبافير اضطرابات التذوق والغثيان والقيء.

## موانع الاستعمال
ينشط الفيروس المضخم للخلايا بول 97 كيناز غانسيكلوفير وفالجانسيكلوفير، لذلك لا ينصح بالتناول المشترك مع هذه الأدوية لأن ماريبافير قد يقلل من نشاطها المضاد للفيروسات.

## التاريخ
ماريبافير مرخصة من قبل فيروفارما من عند جلاكسو سميث كلاين في عام 2003، من أجل الوقاية وعلاج الإنسان الفيروس المضخم للخلايا (هكمف) المرض في الخلايا الجذعية المكونة للدم/زرع نخاع العظم المرضى. الآلية التي يمنع ماريبافير تكرار هكمف عن طريق تثبيط هكمف المشفرة بروتين كيناز انزيم دعا أول97 أو بول97. أظهر ماريبافير الوعد في المرحلة الثانية التجارب السريرية ومنحت المسار السريع الحالة، لكنها فشلت في تحقيق أهداف الدراسة في تجربة المرحلة الثالثة. ومع ذلك، قد تكون الجرعة المستخدمة في تجربة المرحلة الثالثة منخفضة للغاية بحيث لا تكون فعالة.
أظهرت دراسة المرحلة الثانية مع ماريبافير ذلك الوقاية مع عرض ماريبافير نشاط مضاد للفيروسات قوي، كما تم قياسه بواسطة ذات دلالة إحصائية انخفاض معدل إعادة تنشيط الفيروس المضخم للخلايا في متلقي الخلايا الجذعية المكونة للدم/زرع نخاع العظم. في نية لعلاج تحليل أول 100 يوم بعد عملية الزرع، تم تقليل عدد الأشخاص الذين احتاجوا إلى علاج وقائي مضاد للفيروس المضخم للخلايا بشكل كبير إحصائيا باستخدام ماريبافير مقارنة بالعلاج الوهمي.
أجرى فيروفارما أ المرحلة الثالثة دراسة سريرية لتقييم وقائي استخدام للوقاية من مرض الفيروس المضخم للخلايا في المستفيدين من خيفي الخلايا الجذعية مرضى الزرع. في فبراير 2009، أعلن فيروفارما أن دراسة المرحلة الثالثة فشلت في تحقيق هدفها، ولم تظهر أي فرق كبير بين ماريبافير وهمي في تقليل معدل اكتشاف مستويات الحمض النووي للفيروس المضخم للخلايا في المرضى.
تم تقييم سلامة وفعالية الماريبافير في المرحلة الثالثة، متعددة المراكز، مفتوحة التسمية، تجربة نشطة مضبوطة قارنت الماريبافير بعلاج معين من قبل باحث يدير الدراسة، والذي يمكن أن يشمل واحدا أو اثنين من مضادات الفيروسات التالية المستخدمة لعلاج الفيروس المضخم للخلايا: غانسيكلوفير، فالجانسيكلوفير، فوسكارنت، أو سيدوفوفير. في الدراسة، تلقى 352 من متلقي الزرع المصابين بعدوى الفيروس المضخم للخلايا والذين لم يستجيبوا (مع أو بدون مقاومة) للعلاج بشكل عشوائي ماريبافير أو العلاج المعين من قبل الباحث لمدة تصل إلى ثمانية أسابيع. قارنت الدراسة مستويات تركيز الحمض النووي للفيروس المضخم للخلايا في المجموعتين في نهاية الأسبوع الثامن للدراسة، مع تحديد الفعالية على أنها مستوى أقل مما هو قابل للقياس. من بين 235 مشاركا تلقوا ماريبافير، كان لدى 56 ٪ مستويات من الحمض النووي للفيروس المضخم للخلايا أقل مما كان قابلا للقياس مقابل 24 ٪ من المشاركين الـ 117 الذين تلقوا العلاج المعين من قبل المحقق.
منحت إدارة الغذاء والدواء الأمريكية (FDA) طلب عقار ماريبافير اليتيم والعلاج الخارق وتسميات مراجعة الأولوية. و ايضا منحت ادارة الاغذية والعقاقير موافقة ليفتنسيتي لشركة تاكيدا للأدوية المحدودة.

## المجتمع والثقافة

### الوضع القانوني
اعتمدت لجنة المنتجات الطبية للاستخدام البشري (CHMP) من وكالة الأدوية الأوروبية (EMA) رأيا إيجابيا، وأوصت بمنح ترخيص تسويق للمنتج الطبي ليفتنسيتي، في 15 سبتمبر 2022 المقصود لعلاج عدوى الفيروس المضخم للخلايا (CMF) و/أو المرض الذي هو صهر واحد أو أكثر من العلاجات السابقة. مقدم الطلب لهذا المنتج الطبي هو فرع تاكيدا للأدوية الدولية ايرلندا. تمت الموافقة على ماريبافير للاستخدام الطبي في الاتحاد الأوروبي في نوفمبر 2022.